# Bitka pri Piranu
Bitka pri Piranu je bila edina pomorska bitka v slovenskem morju. Do bitke je prišlo 22. februarja 1812 pred Benetkami, ko sta dve britanski bojni ladji Kraljeve mornarice v gosti megli prestregli popolnoma novo francosko linijsko ladjo Rivoli s spremstvom petih manjših ladij. Rivoli je bila takrat na svoji prvi testni plovbi, zato njena posadka še ni bila v polni bojni pripravljenosti. V bitki, ki je trajala več kot šest ur, tudi v bližini Pirana, je Angležem uspelo potopiti spremljevalni brig Mercure, Rivoli pa so, potem ko se je posadka vdala, zajeli in odvlekli na otok Vis.

## Stanje na Jadranu pred bitko
V času francoske revolucije in po njej je na Jadranskem morju gospodovala majhna avstrijska mornarica, ki je nadzorovala obale od Trsta do Kotorja. To ozemlje se ji je med drugo koalicijsko vojno še nekoliko povečalo, ob pomoči angleškega in ruskega ladjevja. Ko se je Napoleon vrnil iz Egipta in v bitki pri Marengu izbojeval še eno zmago, so se začele avstrijske čete umikati iz Italije. Po sklenitvi miru s Napoleonom pa je Avstrija zaradi pomanjkanja topov razorožila večino ladij in tako ostala brez vojnega ladjevja. Njeno mesto pa so ponekod zasedle francoske enote. Po izbruhu tretje koalicijske vojne s Francijo, leta 1805, so francoske ladje začele še bolj pogosto prihajati v Jadransko morje in začele ogrožati pomorsko trgovino. Z mirom v Bratislavi je Napoleon dobil Istro, Dalmacijo in Boko Kotorsko. Tako je Jadransko morje kar naenkrat postalo bojišče, na katerem so se spopadale francoske ladje na eni strani ter angleške in ruske ladje na drugi strani. Rusi so si za oporišče izbrali Krf, od koder so izvajali različne bojne in ne bojne operacije po Hrvaškem primorju. Po odhodu ruskega ladjevja so v Jadransko morje zaplule britanske vojne ladje z namenom, da bi razbile francosko pomorsko blokado. Samo v 18 mesecih so te popolnoma zagospodarile na Jadranu, čeprav so imeli Francozi pod svojo oblastjo vsa pristanišča in celotno obalo, razen otoka Vis, ki so ga Britanci zaradi vedno bolj rastoče trgovine leta 1809 zavzeli. 17. oktobra 1810 so ga Francozi neslavno oplenili. Ker Napoleon nad tem dejanjem ni bil najbolj zadovoljen, je ukazal zavzetje Visa. Tako je 14. marca 1811 prišlo do bitke pri Peklenskih otokih, v kateri je bilo francosko ladjevje v bitki z angleškim popolnoma poraženo. Po tej bitki se je angleška moč nad Jadranom še bolj povečala in postalo je le še vprašanje časa, kdaj bo prišlo do nove bitke.

## Bitka
Francozi se niso mogli sprijazniti s tem stanjem, zato je Napoleon od svojih poveljnikov zahteval, da temu čim prej napravijo konec. Pod tem pritiskom so se Francozi lotili gradnje novih vojnih ladij v beneški ladjedelnici. Poleg nekaj manjših ladij so zgradili še nekaj večjih bojnih ladij, s katerimi naj bi si spet zagotovili prevlado na Jadranu. Pri tem pa so se močno ušteli, saj so angleški vohuni budno spremljali dogajanje v ladjedelnici in pristanišču. Ti so posredovali vest, da bo pristanišče, na svoji prvi poizkusni plovbi, zapustila močno oborožena linijska ladja Rivoli. Prav to je bil trenutek, ko je bila ladja najšibkejša, zato so Angleži nemudoma poslali v zasedo svojo linijsko ladjo HMS Victorious, ki jo je spremljal brig HMS Weazel, zgrajen 1805.
Po pričakovanju britanskega poveljnika je Rivoli s spremljevalnimi ladjami v gosti megli izplula iz Benetk in začela načrtovano plovbo po Severnem Jadranu. Toda pred Piranom sta jo pričakali obe angleški ladji in jo takoj napadli, kljub temu, da so imeli Francozi očitno premoč, saj je bila Rivoli močno oborožena. Njena posadka je štela 800 mož, poleg tega pa so jo spremljali še trije francoski brigi in dve topnjači. Francozi so mislili, da so v bližini svojih pristanišč varni, zato se dveh angleških bojnih ladij niso posebno bali. Tako je 22. februarja 1812 prišlo do bitke pri Piranu, edine pomorske bitke v slovenskem morju. 
V bitki je angleški brig HMS Weazel napadel tri francoske brige, linijska ladja HMS Victorious pa je napadla francosko linijsko ladjo Rivoli. Iz minute v minuto je postajala bitka vedno bolj divja. Z natančnim streljanjem iz majhne razdalje se je angleškemu brigu HMS Weazel posrečilo zadeti skladišče streliva na francoskem brigu Mercure, ki je nato eksplodiral skupaj z večino svoje posadke, druga dva pa sta se po eksploziji umaknila iz boja. Le ladja Rivoli se je bojevala naprej. Bitka je trajala več kot šest ur, nova in neizkušena francoska posadka proti zelo izkušenim in prekaljenim angleškim topničarjem pa ni imela nobenih možnosti. Iz ure v uro se je ladja spreminjala v kup plavajočih razbitin. Med obstreljevanjem je padel poveljnik ter večina oficirjev in podoficirjev. Položaj je postajal vedno bolj brezupen, zato so je posadka odločila, da spusti zastavo in se vda.

## Dogodki po bitki
Po bitki so Angleži Rivoli zaplenili in jo kljub francoskim obalnim oporiščem srečno odvlekli na Vis. Zaradi slabe obveščenosti je na otoku zavladala panika, saj angleška otoška posadka ni bila obveščena o zmagi. V nekaj urah je na otoku zavladalo prava bojna pripravljenost, prebivalstvo pa je zapustilo mesto in zbežalo v notranjost otoka. Kmalu pa se je nesporazum razjasnil in britanske ladje so brez težav zaplule v pristanišče. 
Francozi so bili nad izidom bitke razočarani, še posebej je bil besen maršal de Marmont, ki je v naslednjih dneh izdal dekret, da bodo tihotapljenje oz. trgovino, ki je lomila celinsko blokado, kaznovali s smrtjo. Vendar to ni veliko pomagalo, saj se je trgovina zaradi angleške vojaške zaščite v naslednjih mesecih še povečala. Leta 1813 so Angleži zasedli nekatere kraje na Braču, Korčuli, Lastovu, Ugljanu in Mljetu in celoten otok Hvar. Po propadu Napoleonove Francije in dunajskem kongresu so Angleži Vis in druge otoke izročili Avstriji.